# Impromptu (filme)
Impromptu é um filme franco-britânico de 1991 escrito por Sarah Kernochan, dirigido por James Lapine, produzido por Daniel A. Sherkow e Stuart Oken e estrelado por Hugh Grant, como Chopin, e Judy Davis, como George Sand.